# Carlos Argueta
Carlos Horacio Argueta Ramos (ur. 6 stycznia 1999 w La Paz) – honduraski piłkarz występujący na pozycji prawego obrońcy, reprezentant Hondurasu, od 2023 roku zawodnik Motagui.